# 4-idrossibenzoato 1-idrossilasi
La 4-idrossibenzoato 1-idrossilasi è un enzima appartenente alla classe delle ossidoreduttasi, che catalizza la seguente reazione:
4-idrossibenzoato + NAD(P)H + 2 H+ + O2 ⇄ idrochinone + NAD(P)+ + H2O + CO2
L'enzima richiede FAD. Quello di Candida parapsilosis è specifico per i derivati del 4-idrossibenzoato e preferisce il NADH al NADPH come donatore di elettroni.